# Aurelio Menéndez

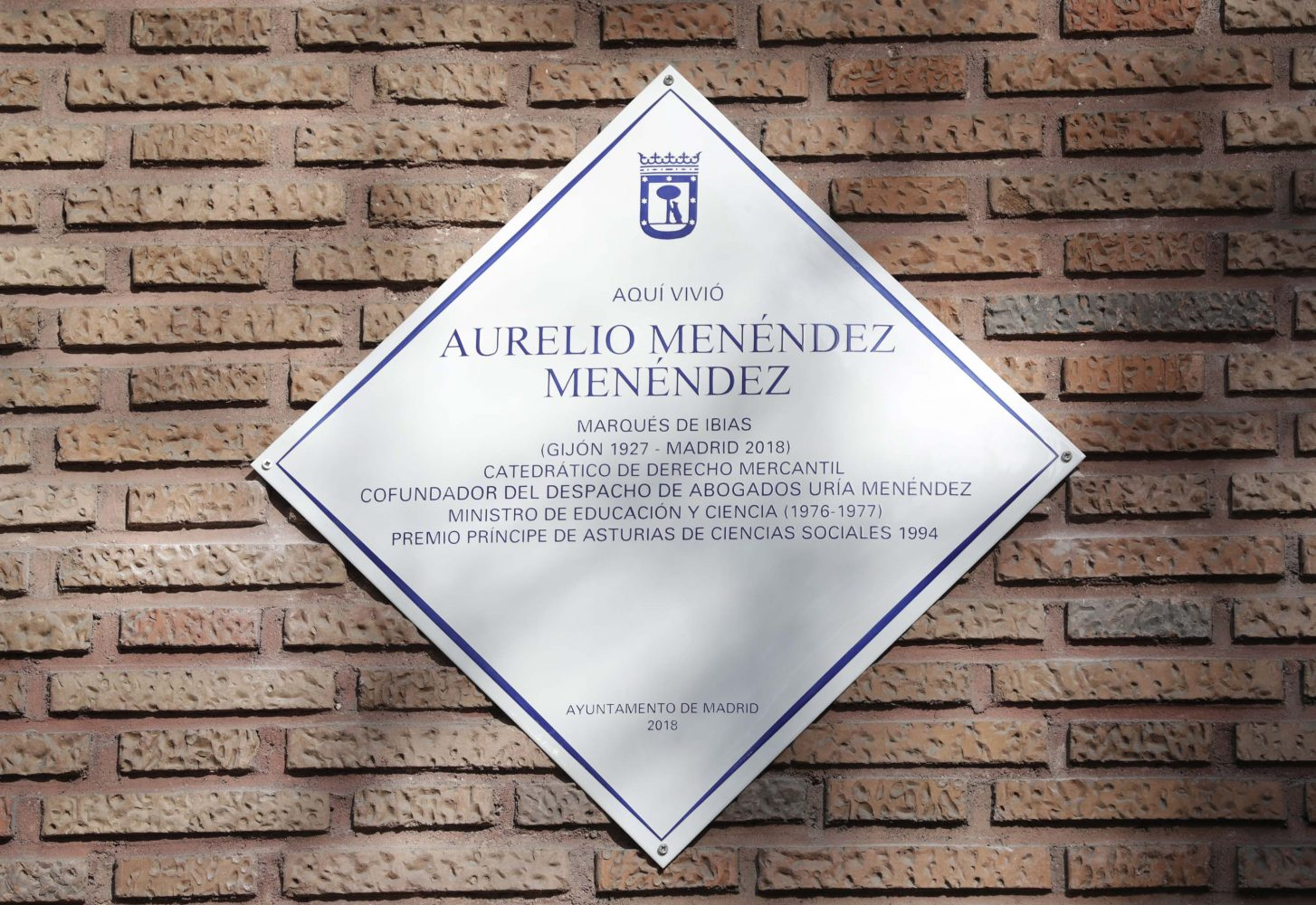
Chamartín recuerda con una placa a Aurelio Menéndez Menéndez

Aurelio Menéndez Menéndez  (Gijón, 1 de mayo de 1927-Madrid, 3 de enero de 2018) fue un político, jurista, abogado español. Catedrático de Derecho Mercantil en las universidades Autónoma de Madrid, Santiago de Compostela, Salamanca y Oviedo, ejerció de ministro de Educación y Ciencia de 1976 a 1977 y de magistrado del Tribunal Constitucional.
En 2011 se le concedió el título nobiliario de i marqués de Ibias.

## Biografía
Considerado uno de los máximos expertos españoles en Derecho Mercantil, tema sobre el que escribió varios libros y trabajos de investigación y dirigió numerosas tesis doctorales, Aurelio Menéndez fue también decano de la Facultad de Derecho de la Universidad Autónoma de Madrid.
Asimismo, presidió diversos tribunales internacionales de arbitraje y fue miembro del consejo de redacción de las revistas "Derecho Mercantil", "Crítica de Derecho Inmobiliario" y de la "Revista Española de Seguros". Miembro permanente del Comité Marítimo Internacional, miembro del Colegio Libre de Eméritos, Presidente de la Sección de Derecho Mercantil de la Comisión General de Codificación, Consejero Electivo de Estado y académico de número de la Real Academia de Jurisprudencia y Legislación.
Premio Príncipe de Asturias de Ciencias Sociales en 1994, Medalla de Oro de la Universidad Autónoma de Madrid, doctor honoris causa por las universidades de Oviedo y Carlos III de Madrid, Premio Pelayo 1999 para Juristas de Reconocido Prestigio, ha recibido también la manzana de Oro del Centro Asturiano de Madrid y está en posesión de las grandes cruces de Alfonso X El Sabio, Carlos III, Mérito Naval y San Raimundo de Peñafort.
Fundador, junto a Rodrigo Uría González, de Uría Menéndez, uno de los despachos de abogados más prestigiosos de España.
Históricamente relacionado con la Casa Real, llegó a ser tutor del príncipe de Asturias Felipe de Borbón y Grecia.